# Irina Krush
Irina Krush est une joueuse d'échecs américaine née le 24 décembre 1983 à Odessa en Ukraine.
Au 1er février 2019, elle est la 39e joueuse mondiale et la numéro 1 américaine avec un classement Elo de 2 435 points.

## Carrière aux échecs
Irina Krush apprit à jouer aux échecs à cinq ans et émigra aux États-Unis avec ses parents en 1989.
Elle devint championne des États-Unis pour la première fois en 1998, à quatorze ans.  Elle a remporté le titre huit fois (en 1998, 2007, 2010, 2012, 2013, 2014, 2015 et 2020) et a obtenu le titre de Grand maître international (mixte) en décembre 2013.
| Année | Lieu                    | Résultat       | Ultime adversaire         | Adversaires battues    |
| ----- | ----------------------- | -------------- | ------------------------- | ---------------------- |
| 2000  | New Delhi               | deuxième tour  | Tatiana Vassilievitch     | Zhu Chen               |
| 2004  | Elista                  | deuxième tour  | Ketino Kachiani-Gersinska | Maritza Arribas        |
| 2006  | Iekaterinbourg, Russie  | deuxième tour  | Tatiana Kosintseva        | Claudia Amura          |
| 2012  | Khanty-Mansiïsk, Russie | troisième tour | Huang Qian                | Pia Cramling Li Ruofan |
| 2015  | Sotchi                  | deuxième tour  | Dronavalli Harika         | Sophie Milliet         |
| 2018  | Khanty-Mansiïsk         | deuxième tour  | Ju Wenjun                 | Inna Gaponenko         |

Elle remporte l'American Cup en 2022 et 2023, battant à chaque fois Alice Lee lors de la super-finale.
Elle a représenté les États-Unis lors de l'olympiade d'échecs de 2008 à Dresde, remportant la médaille de bronze par équipe.

## Vie familiale
Irina Krush a été mariée au grand maître international Pascal Charbonneau.[réf. nécessaire]

## Une partie
Dans la partie suivante, d'après le Fritz Powerbook 2020 (base de données éditée par ChessBase qui ne contient que des parties de haut niveau), on voit la première apparition dans une compétition officielle de haut niveau de l'arme 14. Cb5 mise au point contre la ligne principale de la défense est-indienne par le coach d'Irina Krush, Gueorgui Katcheichvili, et qui selon Larry Kaufman « est presque une réfutation » de la ligne principale de cette défense.
Irina Krush - Alisa Melekhina, Championnat féminin des États-Unis, 2010
1. d4 Cf6 2. c4 g6 3. Cc3 Fg7 4. e4 d6 5. Cf3 0-0 6. Fe2 e5 7. 0-0 Cc6 8. d5 Ce7 9. Ce1 Cd7 10. Fe3 f5 11. f3 f4 12. Ff2 g5 13. Tc1 Cg6 14. Cb5! Cf6?! 15. c5 g4 16. cxd6 cxd6 17. Cc7 g3 18. Cxa8 Ch5 19. Rh1 Dh4 20. Fg1 gxh2 21. Ff2 Cg3+ 22. Fxg3 fxg3 23. Cc7 Cf4 24. Ce6 Te8 25. Tc7 Ff8 26. Cxf4 exf4 27. Dc2 Fh3 28. gxh3 Dxh3 29. Cg2 Dh6 30. Txb7 a5 31. Tc1 Te5 32. Dc8 Df6 33. Dg4+ Tg5 34. De6+ 1-0.